# Phiditia johanna
Phiditia johanna är en fjärilsart som beskrevs av William Schaus 1920. Phiditia johanna ingår i släktet Phiditia och familjen silkesspinnare. Inga underarter finns listade i Catalogue of Life.